# Samuel Ewing
Samuel „Sam“ Evans Ewing junior (* 27. Juli 1906 in Bryn Mawr, Pennsylvania; † 6. April 1981 in Delray Beach, Florida) war ein Hockeyspieler, der 1932 eine olympische Bronzemedaille gewann.

## Leben
Samuel Ewing studierte an der Princeton University und spielte dort Tennis, Basketball und American Football. Später war er Hockeyspieler beim Merion Cricket Club.
Bei den Olympischen Spielen 1932 in Los Angeles nahmen nur drei Mannschaften am Hockey-Turnier teil. Nachdem die indische Mannschaft die japanische Mannschaft mit 11:1 besiegt hatte, gewannen die Japaner gegen das Team der Vereinigten Staaten mit 9:2. Im letzten Spiel siegte die indische Mannschaft mit 24:1 gegen die Mannschaft der Vereinigten Staaten.
Vier Jahre später traten bei den Olympischen Spielen 1936 in Berlin elf Mannschaften an. Das Team aus den Vereinigten Staaten absolvierte insgesamt vier Partien und verlor alle, der Verteidiger Ewing wurde in zwei der Partien eingesetzt.
Samuel Ewing besuchte nach Princeton die Penn Law School und arbeitete danach als Jurist. Im Zweiten Weltkrieg stieg er vom einfachen Soldaten zum Rang eines Majors auf und wurde mit der Bronze Star Medal ausgezeichnet. Nach dem Krieg war Ewing bei RCA tätig und war einflussreicher Lokalpolitiker in Philadelphia.